# NK Domžale
Nogometni klub Domžale (tiếng Việt: Câu lạc bộ bóng đá Domžale), thường hay gọi NK Domžale hoặc đơn giản Domžale, là một câu lạc bộ bóng đá Slovenia đến từ thị trấn Domžale. Đội bóng đã vô địch Slovenian League và hai lần Cúp bóng đá Slovenia.

## Lịch sử

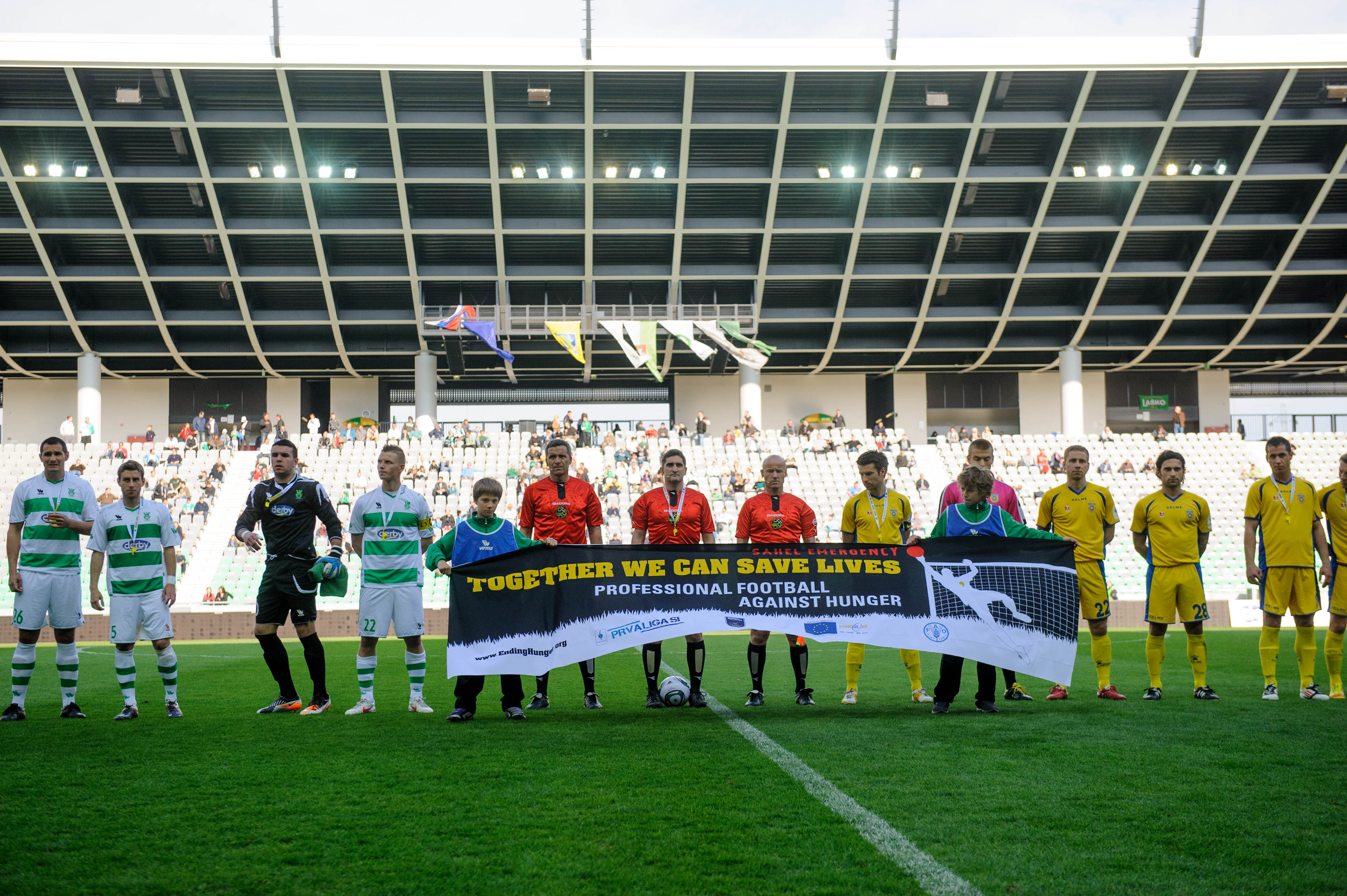
Olimpija – Domžale trong mùa giải Giải bóng đá vô địch quốc gia Slovenia 2011–12 tại Sân vận động Stožice

NK Domžale được thành lập năm 1920 với tên gọi SK Disk.
Thời hoàng kim của câu lạc bộ bắt đầu từ mùa hè năm 2002, khi Slaviša Stojanovič trở thành huấn luyện viên trưởng. Ông đưa Domžale trở lại 1. SNL. Mùa giải 2005–06, họ vượt qua hai vòng loại đầu tiên của Cúp UEFA trước khi bị loại ở Vòng Một trước VfB Stuttgart. Đội bóng thi đấu vòng loại 2006–07, nhưng bị loại bởi Hapoel Tel Aviv. Sau chiến thắng 4–0 trên sân khách trước Primorje ngày 13 tháng 5 năm 2007, Domžale được xác nhận lần đầu tiên vô địch giải đấu. Đội bóng còn vô địch thêm một lần nữa ở mùa giải 2007–08.

## Sân vận động
Domžale thi đấu tại Công viên Thể thao Domžale, xây dựng năm 1948. Sân vận động được cải tạo và hiện đại hóa vào các năm 1997 và 1999. Khán đài phía tây mới khởi công vào tháng 10 năm 2003 và hoàn thành tháng 4 năm 2004. Vào tháng 6 năm 2006 sân vận động được lắp thêm dàn đèn, trên bốn cột xi măng ở mỗi góc của sân vận động.

## Cầu thủ

### Đội hình hiện tại
Tính đến 10 tháng 1 năm 2020
Ghi chú: Quốc kỳ chỉ đội tuyển quốc gia được xác định rõ trong điều lệ tư cách FIFA. Các cầu thủ có thể giữ hơn một quốc tịch ngoài FIFA.
| Số | VT | Quốc gia             | Cầu thủ            |
| -- | -- | -------------------- | ------------------ |
| 1  | TM | Slovenia             | Grega Sorčan       |
| 3  | HV | Slovenia             | Damjan Vuklišević  |
| 5  | TV | Slovenia             | Janez Pišek        |
| 6  | HV | Slovenia             | Tilen Klemenčič    |
| 7  | TV | Slovenia             | Dejan Lazarević    |
| 8  | TV | Pháp                 | Marco da Silva     |
| 10 | TV | Bosna và Hercegovina | Senijad Ibričić    |
| 11 | TV | Croatia              | Tonći Mujan        |
| 12 | HV | Slovenia             | Gregor Sikošek     |
| 13 | HV | Montenegro           | Nikola Vujadinović |
| 14 | TV | Estonia              | Mattias Käit       |
| 17 | HV | Slovenia             | Matic Fink         |
| 19 | TV | Slovenia             | Žiga Repas         |

| Số | VT | Quốc gia             | Cầu thủ                          |
| -- | -- | -------------------- | -------------------------------- |
| 20 | HV | Slovenia             | Sven Karič                       |
| 21 | TĐ | Slovenia             | Matej Podlogar                   |
| 22 | TM | Slovenia             | Klemen Mihelak                   |
| 23 | TV | Jamaica              | Kaheem Parris                    |
| 25 | TĐ | Slovenia             | Dario Kolobarić                  |
| 29 | TĐ | Áo                   | Arnel Jakupović (mượn từ Empoli) |
| 30 | HV | Slovenia             | Branko Ilić                      |
| 42 | HV | Slovenia             | Jošt Urbančič                    |
| 81 | TĐ | Serbia               | Predrag Sikimić                  |
| 84 | TM | Bosna và Hercegovina | Ajdin Mulalić                    |
| 88 | TV | Slovenia             | Tamar Svetlin                    |
| 89 | TĐ | Slovenia             | Slobodan Vuk                     |
| 90 | TV | Bắc Macedonia        | Zeni Husmani                     |

## Danh hiệu
- Giải bóng đá vô địch quốc gia Slovenia: 2

2006–07, 2007–08
- Giải bóng đá hạng nhì quốc gia Slovenia: 1

2002–03
- Cúp bóng đá Slovenia: 2

2010–11, 2016–17
- Siêu cúp bóng đá Slovenia: 2

2007, 2011

## Kết quả giải quốc nội và cúp
| Mùa giải  | Giải đấu | Vị thứ      | Đ    | St  | T   | H   | B   | BT   | BB  | Cúp         |
| --------- | -------- | ----------- | ---- | --- | --- | --- | --- | ---- | --- | ----------- |
| 1991–92   | 1. SNL   | 19          | 24   | 40  | 5   | 14  | 21  | 26   | 59  | x           |
| 1992–93   | 2. SNL   | 8           | 29   | 30  | 10  | 9   | 11  | 50   | 54  | Vòng 16 đội |
| 1993–94   | 2. SNL   | 12          | 25   | 30  | 6   | 13  | 11  | 28   | 45  | x           |
| 1994–95   | 2. SNL   | 9           | 31   | 30  | 12  | 7   | 11  | 44   | 38  | x           |
| 1995–96   | 2. SNL   | 8           | 39   | 29  | 10  | 9   | 10  | 32   | 34  | x           |
| 1996–97   | 2. SNL   | 7           | 39   | 29  | 11  | 6   | 12  | 40   | 30  | Vòng 16 đội |
| 1997–98   | 2. SNL   | 3           | 58   | 30  | 17  | 7   | 6   | 63   | 30  | Vòng một    |
| 1998–99   | 1. SNL   | 8           | 41   | 33  | 10  | 11  | 12  | 40   | 49  | Vòng một    |
| 1999–2000 | 1. SNL   | 9           | 41   | 33  | 11  | 8   | 14  | 50   | 51  | Vòng 16 đội |
| 2000–01   | 1. SNL   | 10          | 37   | 33  | 11  | 4   | 18  | 45   | 64  | Vòng 16 đội |
| 2001–02   | 1. SNL   | 12          | 16   | 33  | 3   | 7   | 23  | 26   | 75  | Vòng 16 đội |
| 2002–03   | 2. SNL   | 1           | 74   | 30  | 23  | 5   | 2   | 81   | 28  | Vòng 16 đội |
| 2003–04   | 1. SNL   | 8           | 41   | 32  | 11  | 8   | 13  | 47   | 53  | Vòng 16 đội |
| 2004–05   | 1. SNL   | 2           | 52   | 32  | 14  | 10  | 8   | 48   | 36  | Tứ kết      |
| 2005–06   | 1. SNL   | 2           | 71   | 36  | 20  | 11  | 5   | 69   | 28  | Tứ kết      |
| 2006–07   | 1. SNL   | 1           | 75   | 36  | 21  | 12  | 3   | 64   | 29  | Vòng 16 đội |
| 2007–08   | 1. SNL   | 1           | 73   | 36  | 21  | 10  | 5   | 65   | 31  | Bán kết     |
| 2008–09   | 1. SNL   | 5           | 50   | 36  | 12  | 14  | 10  | 44   | 40  | Vòng 16 đội |
| 2009–10   | 1. SNL   | 8           | 45   | 36  | 12  | 9   | 15  | 51   | 59  | Á quân      |
| 2010–11   | 1. SNL   | 2           | 67   | 36  | 20  | 7   | 9   | 57   | 35  | Winners     |
| 2011–12   | 1. SNL   | 7           | 40   | 36  | 11  | 7   | 18  | 39   | 52  | Vòng 16 đội |
| 2012–13   | 1. SNL   | 3           | 60   | 36  | 17  | 9   | 10  | 42   | 34  | Vòng 16 đội |
| 2013–14   | 1. SNL   | 6           | 45   | 36  | 10  | 15  | 11  | 47   | 36  | Tứ kết      |
| 2014–15   | 1. SNL   | 3           | 68   | 36  | 21  | 5   | 10  | 52   | 22  | Bán kết     |
| 2015–16   | 1. SNL   | 3           | 55   | 36  | 14  | 13  | 9   | 46   | 31  | Bán kết     |
| 2016–17   | 1. SNL   | 4           | 56   | 36  | 16  | 8   | 12  | 63   | 45  | Vô địch     |
| 2017–18   | 1. SNL   | 3           | 73   | 36  | 22  | 7   | 7   | 79   | 31  | Vòng 16 đội |
| 2018–19   | 1. SNL   | 3           | 63   | 36  | 18  | 9   | 9   | 76   | 47  | Tứ kết      |
| Tổng      | 1. SNL   | 2 Danh hiệu | 1096 | 740 | 301 | 198 | 241 | 1080 | 904 | 2 Cúp       |

*Kết quả tốt nhất được tô đậm.

## Thành tích châu Âu

### Tóm tắt
Tính đến ngày 1 tháng 8 năm 2019
| Giải đấu                    | St | T  | H  | B  | BT | BB | Mùa giải gần đây thi đấu |
| --------------------------- | -- | -- | -- | -- | -- | -- | ------------------------ |
| UEFA Champions League       | 8  | 4  | 0  | 4  | 10 | 12 | 2008–09                  |
| Cúp UEFA UEFA Europa League | 38 | 17 | 10 | 11 | 59 | 48 | 2019–20                  |
| Tổng                        | 46 | 21 | 10 | 15 | 69 | 60 | —                        |

### Theo mùa giải
Tất cả các kết quả (sân nhà và sân khách) liệt kê bàn thắng của Domžale trước.
| Mùa giải | Giải đấu         | Vòng đấu | Đối thủ             | Sân nhà | Sân khách | Chung cuộc |
| -------- | ---------------- | -------- | ------------------- | ------- | --------- | ---------- |
| 2005–06  | Cúp UEFA         | QR1      | Domagnano           | 3–0     | 5–0       | 8–0        |
| 2005–06  | Cúp UEFA         | QR2      | Ashdod              | 1–1     | 2–2       | 3–3 (a)    |
| 2005–06  | Cúp UEFA         | R1       | VfB Stuttgart       | 1–0     | 0–2       | 1–2        |
| 2006–07  | Cúp UEFA         | QR1      | Orašje              | 5–0     | 2–0       | 7–0        |
| 2006–07  | Cúp UEFA         | QR2      | Hapoel Tel Aviv     | 0–3     | 2–1       | 2–4        |
| 2007–08  | Champions League | QR1      | Tirana              | 1–0     | 2–1       | 3–1        |
| 2007–08  | Champions League | QR2      | Dinamo Zagreb       | 1–2     | 1–3       | 2–5        |
| 2008–09  | Champions League | QR1      | F91 Dudelange       | 2–0     | 1–0       | 3–0        |
| 2008–09  | Champions League | QR2      | Dinamo Zagreb       | 0–3     | 2–3       | 2–6        |
| 2011–12  | Europa League    | QR2      | RNK Split           | 1–2     | 1–3       | 2–5        |
| 2013–14  | Europa League    | QR1      | Astra Giurgiu       | 0–1     | 0–2       | 0–3        |
| 2015–16  | Europa League    | QR1      | Čukarički           | 0–1     | 0–0       | 0–1        |
| 2016–17  | Europa League    | QR1      | Lusitanos           | 3–1     | 2–1       | 5–2        |
| 2016–17  | Europa League    | QR2      | Shakhtyor Soligorsk | 2–1     | 1–1       | 3–2        |
| 2016–17  | Europa League    | QR3      | West Ham United     | 2–1     | 0–3       | 2–4        |
| 2017–18  | Europa League    | QR1      | Flora Tallinn       | 2–0     | 3–2       | 5–2        |
| 2017–18  | Europa League    | QR2      | Valur               | 3–2     | 2–1       | 5–3        |
| 2017–18  | Europa League    | QR3      | SC Freiburg         | 2–0     | 0–1       | 2–1        |
| 2017–18  | Europa League    | PR       | Marseille           | 1–1     | 0–3       | 1–4        |
| 2018–19  | Europa League    | QR1      | Široki Brijeg       | 1–1     | 2–2       | 3–3 (a)    |
| 2018–19  | Europa League    | QR2      | Ufa                 | 1–1     | 0–0       | 1–1 (a)    |
| 2019–20  | Europa League    | QR1      | Balzan              | 1–0     | 4–3       | 5–3        |
| 2019–20  | Europa League    | QR2      | Malmö FF            | 2–2     | 2–3       | 4–5        |

QR1 = Vòng loại thứ nhất; QR2 = Vòng loại thứ hai; QR3 = Vòng loại thứ ba; PR = Vòng Play-off; R1 = Vòng một.